# Vera Oredsson
Vera Marta Birgitta Oredsson (Schimanski, 21 de febrer de 1928) és una política nazi d'origen alemany i activa a Suècia.

## Biografia

### Joventut
El pare de Vera Oredsson era un enginyer alemany, soldat i membre de la branca paramilitar nazi Sturmabteilung o SA, i ella mateixa era membre de la Lliga de Noies Alemanys, l'ala femenina de les Joventuts Hitlerianes del Partit Nacional Socialista dels Treballadors Alemanys. Durant la batalla de Berlín, la casa de la seva família va ser colpejada per una bomba incendiària. Amb el seu germà, el periodista Folke Schimanski, i la seva mare sueca, va arribar a Suècia l'abril de 1945 com a refugiada a través dels White Buses, una operació de la Creu Roja Sueca i el govern danès a la primavera de 1945 per rescatar els presos dels camps de concentració a les zones sota control nazi i transportar-los a Suècia, un país neutral.
A Suècia, es va casar amb Sven-Olov Lindholm, el líder de la Partit Obrer Nacional-Socialista, el 1950. Es van divorciar el 1962, i després es va casar amb Göran Assar Oredsson, líder del Partit Nacional Nòrdic.

### Activisme polític
El 1960, Oredsson es va afiliar al Partit del Regne Nòrdic (aleshores conegut com la Lliga Nacional Socialista de Combat de Suècia) i en va esdevenir la secretària del partit el 1962. El 1975, va succeir el seu marit com a líder del partit i, per tant, la primera dona líder del partit de Suècia. Pocs anys després, però, el 1978, el seu marit va tornar a ser líder del partit.
Oredsson va ser acusada el 1973 per infringir la llei dels uniformes polítics quan ella, el seu marit i el líder del partit adjunt Heinz Burgmeister portaven braçalets amb esvàstiques. Oredsson va dir que l'esvàstica no era un símbol polític, sinó espiritual, i va dir que els braçalets només es portaven en terrenys privats. El tribunal de districte de Varberg els va absoldre.
El 27 de febrer de 2018, Oredsson va ser declarada culpable d'incitar a l'odi racial després d'haver fet una salutació nazi en una de les manifestacions del Moviment de Resistència Nòrdic a Borlänge, però després va ser absolta per Svea Hovrätt.
A les eleccions de 2018 a Suècia, Oredsson es va presentar al parlament, representant el Moviment de Resistència Nòrdic. Si hagués guanyat, hauria sigut la diputada més gran.

### Aparició mediàtica
Va aparèixer en un documental de NRK, la companyia de radiodifusió pública de Noruega, titulat Rasekrigerne («Els guerrers de la taça»). El documental era una col·lecció d'imatges de manifestacions, activisme i entrevistes del Nordic Resistance Movement, una organització neonazi de la qual Oredsson és membre. Al documental, plorava el seu difunt marit Göran, que va morir el 2010, i va dir «Que el führer el cuidi. I si el Führer no hi és, que Déu el cuidi.»
Al documental Rasekrigerne, també va revelar la seva assistència anual a reunions secretes a Berlín amb altres veterans del nazisme.